# 吳大業
吳大業（？年—？年），字扶青，直隸省灤縣人。北洋大學堂畢業，進士。
其子是經濟學家吳承明 。

## 生平
- 宣統二年，北洋大學堂預科補習期滿，獎給拔貢生[2]。
- 宣統三年（1911年） 北洋大學堂法科法律學門甲班畢業[1]。
- 宣統三年（1911年）八月甲子引見，賞給同進士出身，以知縣分省補用[3][4]。
- 北洋大學庶務提調[5]。
- 民國元年（1912年）11月5日，律師登錄（83號）[6]。
- 民國2年（1913年）3月27日，署直隸高等審判分廳推事[7]。
- 民國2年（1913年）6月27日，署直隸高等審判廳推事[8]。
- 民國3年（1914年）4月18日，籍隸直隸例應迴避請開去署直隸高等審判廳推事缺另後調用[9]。
- 民國3年（1914年）6月26日，署山西高等檢察廳檢察官[10]。
- 民國5年（1916年）3月25日，授山西審檢兩廳上士[11]。
- 民國6年（1917年）5月3日，署山西第二高等檢察分廳監督檢察官[12]。
- 民國9年（1920年）12月30日，懇請辭署山西第二高等檢察廳監督檢察官職[13]。
- 曾任北平律師公會會長，先後任北平國貨陳列館館長、財政部北平印刷局局長[14]。